# Asociación de Fútbol Central
La Asociación de Fútbol Central es uno de los entes regionales futbolísticos de Nueva Zelanda. Se encarga de administrar el fútbol de Gisborne, Hawke's Bay, Manawatu, Taranaki y Wanganui. Fue fundada y afiliada a la Asociación de Fútbol de Nueva Zelanda en 1999.

## Competiciones
La Asociación organiza la Central Premier League, en la que participan 10 equipos. Miramar Rangers es el actual campeón.
- Datos: Q5709138